# Тетрасульфид триевропия
Тетрасульфид триевропия — бинарное неорганическое соединение 
европия и серы
с формулой Eu3S4,
кристаллы.

## Получение
- Пропускание паров серы через сульфид европия:

{\displaystyle {\mathsf {3EuS+S\ {\xrightarrow {T}}\ Eu_{3}S_{4}}}}

## Физические свойства
Тетрасульфид триевропия образует кристаллы нескольких модификаций:
- α-Eu3S4, тетрагональной сингонии, параметры ячейки a = 0,8505 нм, c = 0,8539 нм, Z = 4, существует при температуре ниже -105°С;
- β-Eu3S4;
- γ-Eu3S4, кубической сингонии, пространственная группа I 43d, параметры ячейки a = 0,85366 нм, Z = 4, структура типа тетрафосфида тритория Th3P4 [1][2].

Соединение образуется по перитектической реакции при температуре ≈2150°C.